# Nipponeurorthus tinctipennis
Nipponeurorthus tinctipennis är en insektsart som beskrevs av Nakahara 1958. Nipponeurorthus tinctipennis ingår i släktet Nipponeurorthus och familjen Nevrorthidae. Inga underarter finns listade i Catalogue of Life.